# Patornay
Patornay – miejscowość i gmina we Francji, w regionie Burgundia-Franche-Comté, w departamencie Jura.
Według danych na rok 1990 gminę zamieszkiwały 162 osoby, a gęstość zaludnienia wynosiła 90 osób/km² (wśród 1786 gmin Franche-Comté Patornay plasuje się na 582. miejscu pod względem liczby ludności, natomiast pod względem powierzchni na miejscu 1033.).